# Automobile and Marine Power Company
Automobile and Marine Power Company war ein US-amerikanischer Hersteller von Motoren und Automobilen.

## Unternehmensgeschichte
Das Unternehmen hatte seinen Sitz in Camden in New Jersey. Als Gründer werden William C. Franch, Albert K. Kull und Edward M. Pine genannt. Hauptsächlich stellten sie Motoren her. 1901 begann die Produktion von Automobilen. Der Markenname lautete New Era. 1902 endete die Produktion.
Weitere US-amerikanische Hersteller von Personenkraftwagen der Marke New Era waren New Era Engineering Company und New Era Motors Corporation.

## Fahrzeuge
Im Angebot stand nur ein Modell. Ein Einzylindermotor mit 7 PS Leistung war unter dem Sitz montiert. Er trieb über zwei Ketten die Hinterräder an. Die offene Karosserie bot wahlweise Platz für zwei oder vier Personen. Gelenkt wurde mit einem Lenkhebel. Das Leergewicht war mit rund 431 kg angegeben. Der Neupreis betrug anfangs 700 US-Dollar und wurde später auf 850 Dollar erhöht.
Eine Quelle bezeichnet das Aussehen als plump und bezieht dies auf den kurzen Radstand und den hohen Aufbau.